# Marcus Minucius Rufus (Konsul 110 v. Chr.)

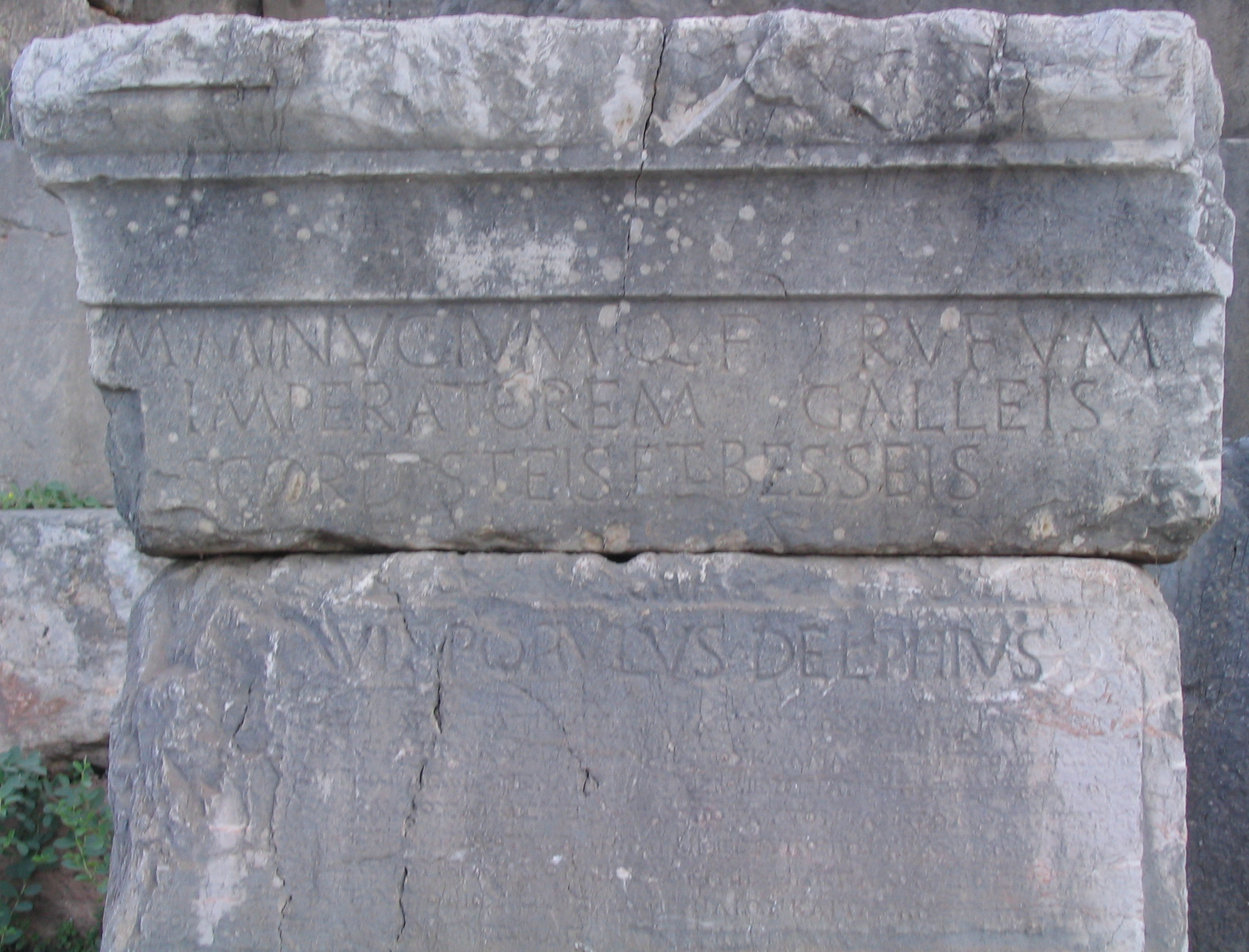
Ehreninschrift für Marcus Minucius Rufus auf einem Statuensockel aus Delphi

Marcus Minucius Rufus war ein römischer Senator des späten 2. Jahrhunderts v. Chr.
Im Jahr 121 v. Chr. war Minucius Volkstribun; 117 v. Chr. fungierte er als Sondergesandter, um zwischen Genua und den Viturii Langenses zu vermitteln. 110 v. Chr. war er Konsul und in Makedonien und Thrakien tätig, in den folgenden Jahren bis 106 v. Chr. als Prokonsul. Für seine Siege über die Skordisker und Triballer erhielt er einen Triumph, den er 106 v. Chr. feierte. Für seine Siege wurde er auch in Delphi mit einer Statue geehrt und erhielt kurz darauf auch in Europos eine Ehreninschrift. Gegen welche Volksstämme Rufus genau kämpfte, wird in den antiken Quellen mit leichten Unterschieden angegeben: In der Inschrift in Delphi ist von den Skordiskern und Bessern die Rede, in der Inschrift aus Europos Skordisker, Besser und „die übrigen Thraker“, in der Inhaltsübersicht zum Geschichtswerk des Titus Livius von den Thrakern, bei Velleius Paterculus von den Skordiskern und bei Sextus Iulius Frontinus von den Skordiskern und Dakern.
Die Porticus Minucia auf dem südlichen Teil des Marsfeldes ließ er als Stiftung aus der Beute dieser Siege erbauen. Hier fanden hauptsächlich Getreideverteilungen statt, zur Zeit Marcus Tullius Ciceros wohl auch Volksversammlungen.